# فرودگاه بین‌المللی پلایا دو اورو
 فرودگاه بین‌المللی پلایا دو اورو (به انگلیسی: Playa de Oro International Airport) (به زبان بومی: Manzanillo International Airport) یک فرودگاه همگانی مسافربری با کد یاتا ZLO است که یک باند فرود آسفالت دارد و طول باند آن ۲۲۰۰ متر است. این فرودگاه در کشور مکزیک قرار دارد و در ارتفاع ۹ متری از سطح دریا واقع شده است.

## شرکت‌های هواپیمایی و مقصدهای پروازی

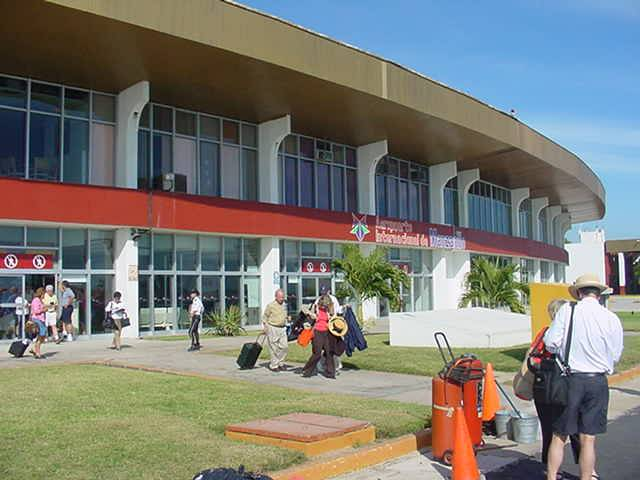
Manzanillo Airport.

| شرکت‌های هواپیمایی    | مقصدهای پروازی               |
| -------------------- | ---------------------------- |
| Aeromar              | دن میگوئل هیدالگو وای کوستیا |
| آئرومکزیکو کانکت     | مکزیکو سیتی                  |
| آلاسکا ایرلاینز      | لس‌آنجلس                      |
| امریکن ایرلاینز      | فصلی: فینکس اسکای هاربر      |
| Magni                | فصلی: مکزیکو سیتی            |
| Sun Country Airlines | فصلی: مینیاپولیس−سنت پل      |
| یونایتد اکسپرس       | فصلی: جرج بوش                |
| وست جت               | فصلی: کالگری                 |